# Salamis cacta
Salamis cacta är en fjärilsart som beskrevs av Fabricius 1793. Salamis cacta ingår i släktet Salamis och familjen praktfjärilar. Inga underarter finns listade i Catalogue of Life.

## Bildgalleri

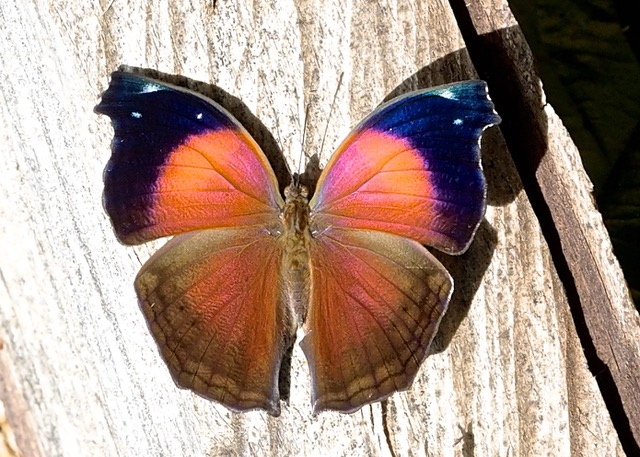
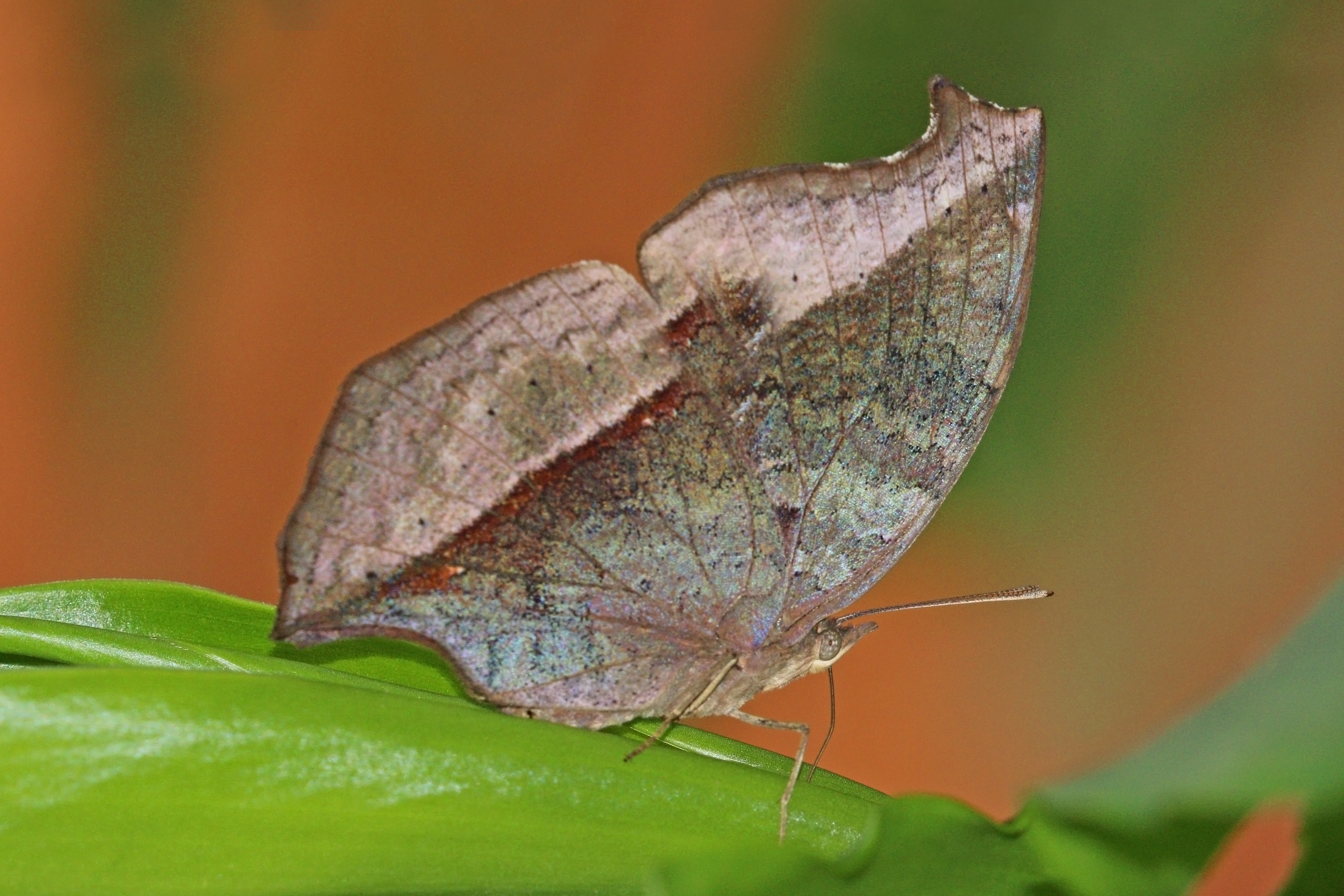